# Orthotrichia orbostensis
Orthotrichia orbostensis är en nattsländeart som beskrevs av Wells 1979. Orthotrichia orbostensis ingår i släktet Orthotrichia och familjen smånattsländor. Inga underarter finns listade i Catalogue of Life.